# Avatar: Fire and Ash
Avatar: Fire and Ash is een toekomstige Amerikaanse epische sciencefictionfilm, geregisseerd door James Cameron, die samen met Rick Jaffa en Amanda Silver het scenario schreef van een verhaal dat het trio schreef met Josh Friedman en Shane Salerno. Het is de derde film in de Avatar- franchise van Cameron, en is het vervolg op Avatar: The Way of Water uit 2022. Cameron produceert de film met Jon Landau. Een aantal castleden heeft opnieuw een rol, waaronder Sam Worthington, Zoe Saldaña, Sigourney Weaver, Stephen Lang, Kate Winslet, en Cliff Curtis; nieuwe personages worden vertolkt door Oona Chaplin, Michelle Yeoh en David Thewlis. Cameron verklaarde dat Avatar: The Seed Bearer wordt beschouwd als een mogelijke titel voor de film.

## Rolverdeling
| Acteur              | Personage                  |
| ------------------- | -------------------------- |
| Sam Worthington     | Jake Sully                 |
| Zoe Saldaña         | Neytiri                    |
| Sigourney Weaver    | Kiri / Dr. Grace Augustine |
| Stephen Lang        | Kolonel Miles Quaritch     |
| Kate Winslet        | Ronal                      |
| Cliff Curtis        | Tonowar                    |
| Joel David Moore    | Dr. Norm Spellman          |
| CCH Pounder         | Mo'at                      |
| Edie Falco          | Generaal Frances Ardmore   |
| Brendan Cowell      | Kapitein Mick Scoresby     |
| Jemaine Clement     | Dr. Ian Garvin             |
| Britain Dalton      | Lo'ak Sully                |
| Trinity Jo-Li Bliss | Tuk Sully                  |
| Jack Champion       | Spider                     |
| Bailey Bass         | Tsireya                    |
| Filip Geljo         | Aonung                     |
| Duane Evans Jr.     | Rotxo                      |
| Giovanni Ribisi     | Parker Selfridge           |
| Dileep Rao          | Dr. Max Patel              |
| Matt Gerald         | Korporaal Lyle Wainfleet   |
| Oona Chaplin        | Varang                     |
| Michelle Yeoh       | Dr. Karina Mogue           |
| David Thewlis       | Peylak                     |

## Productie
Cameron, die in 2006 reeds had verklaard dat hij vervolgen op Avatar zou willen maken indien deze film een succes zou zijn, kondigde de eerste twee vervolgen in 2010 aan na het wijdverbreide succes van de eerste film. Voor Avatar 3 mikte hij op een release in 2015. De planning van nog drie sequels (na de eerste) en de noodzaak om nieuwe filmtechnologie te ontwikkelen om onderwaterscènes vast te leggen leidden echter tot aanzienlijke vertragingen, zodat er meer tijd was om te schrijven, te werken aan pre-productie, en aan visuele effecten.
Opnames voor Avatar 3 begonnen op 25 september 2017, gelijktijdig met Avatar: The Way of Water. Er werd gefilmd in Nieuw-Zeeland. Cameron heeft enkele onderdelen die oorspronkelijk voor deel twee waren gepland, overgebracht naar deel drie. Zelf gaf hij in 2022 aan dat het eventuele succes van deel twee zou bepalen of Avatar 3 ruimte zou geven aan verdere vervolgfilms, of als afgeronde eindfilm zou gaan dienen.
Eind 2022, kort nadat Avatar: The Way of Water was uitgebracht, bleek er 9 uur aan filmmateriaal aanwezig te zijn. Cameron meldde in een interview dat het volk van de Na'vi, de 'Ash People' genaamd, de rol van protagonist krijgen.
De officiële filmtitel Avatar: Fire and Ash werd op 9 augustus 2024 bekendgemaakt.

## Release
De bioscooprelease van de film is onderhevig aan negen vertragingen, waarvan de laatste plaats vond op 23 juli 2020. Sindsdien staat de release gepland voor 19 december 2025.
Piranha II: The Spawning (1982) · The Terminator (1984) · Aliens (1986) · The Abyss (1989) · Terminator 2: Judgment Day (1991) · True Lies (1994) · Titanic (1997) · Avatar (2009) · Avatar: The Way of Water (2022) · Avatar: Fire and Ash (2025)